# 布萊克羅克角
布萊克羅克角（英語：Blackrock Head）是南極洲的濱海岩石，位於肯普地，處於特賴內角西北面6公里的洛角東部，在1936年2月由英國研究隊發現，現時由南極條約體系管理。